# Кріс Корнінґ
Кріс Корнінґ (7 вересня 1999 , Сілвертон, Колорадо ) — американський сноубордист, який виступає в слоупстайлі та біг-ейрі, чемпіон світу в слоупстайлі.

## Виступи на Олімпійських іграх
| Рік  | Місто                     | Слоупстайл | Біг-ейр |
| ---- | ------------------------- | ---------- | ------- |
| 2018 | Пхьончхан, Південна Корея | 17         | 4       |
| 2022 | Пекін, Китай              | 6          | 7       |

## Чемпіонат світу
| Рік  | Місто                  | Слоупстайл | Біг-ейр |
| ---- | ---------------------- | ---------- | ------- |
| 2017 | Сьєрра-Невада, Іспанія | 3          | 2       |
| 2019 | Парк-Сіті, США         | 1          | —       |
| 2021 | Аспен, США             | 11         | 20      |
| 2023 | Бакуріані, Грузія      | 3          |         |

## Кубок світу
| Сезон   | Дата              | Місце проведення        | Дисципліна | Місце |
| ------- | ----------------- | ----------------------- | ---------- | ----- |
| 2015–16 | 22 серпня 2015    | Кардрона, Нова Зеландія | слоупстайл | 1     |
| 2015–16 | 20 березня 2016   | Шпіндлерув-Млин, Чехія  | слоупстайл | 2     |
| 2016–17 | 25 березня 2017   | Шпіндлерув-Млин, Чехія  | слоупстайл | 1     |
| 2017–18 | 11 листопада 2017 | Мілан, Італія           | біг-ейр    | 1     |
| 2017–18 | 10 грудня 2017    | Гора Куппера, США       | біг-ейр    | 2     |
| 2017–18 | 17 березня 2018   | Сейсер Альм, Італія     | слоупстайл | 1     |
| 2018–19 | 8 вересня 2018    | Кардрона, Нова Зеландія | біг-ейр    | 1     |
| 2018–19 | 3 листопада 2018  | Модена, Італія          | біг-ейр    | 2     |
| 2018–19 | 12 січня 2019     | Крайшберг, Австрія      | слоупстайл | 2     |
| 2018–19 | 18 січня 2019     | Лаакс, Швейцарія        | слоупстайл | 1     |
| 2019–20 | 24 серпня 2019    | Кардрона, Нова Зеландія | біг-ейр    | 1     |
| 2019–20 | 2 листопада 2019  | Модена, Італія          | біг-ейр    | 3     |
| 2019–20 | 14 грудня 2019    | Пекін, Китай            | біг-ейр    | 3     |
| 2019–20 | 20 грудня 2019    | Атланта, США            | біг-ейр    | 1     |
| 2020–21 | 28 березня 2021   | Сільваплана, Швейцарія  | слоупстайл | 3     |
| 2022–23 | 10 грудня 2022    | Едмонтон, Канада        | біг-ейр    | 2     |
| 2022–23 | 17 грудня 2022    | Гора Куппера, США       | біг-ейр    | 2     |
| 2022–23 | 4 лютого 2023     | Мамонтова гора, США     | слоупстайл | 3     |

Оновлення 19 лютого 2023.